# Чилачап
Чилачап (індонез. Cilacap) — місто в індонезійській провінції Центральна Ява.

## Географія
Розташований у південно-західній частині провінції, на південному узбережжі острова Ява.

### Клімат
Місто знаходиться у зоні, котра характеризується вологим тропічним кліматом. Найтепліший місяць — січень із середньою температурою 27.8 °C (82 °F). Найхолодніший місяць — липень, із середньою температурою 26.1 °С (79 °F).
| Клімат Чилачапа         | Клімат Чилачапа | Клімат Чилачапа | Клімат Чилачапа | Клімат Чилачапа | Клімат Чилачапа | Клімат Чилачапа | Клімат Чилачапа | Клімат Чилачапа | Клімат Чилачапа | Клімат Чилачапа | Клімат Чилачапа | Клімат Чилачапа | Клімат Чилачапа |
| Показник                | Січ.            | Лют.            | Бер.            | Квіт.           | Трав.           | Черв.           | Лип.            | Серп.           | Вер.            | Жовт.           | Лист.           | Груд.           | Рік             |
| Середній максимум, °C   | 30              | 30              | 30              | 30              | 30              | 28              | 28              | 27              | 28              | 28              | 29              | 30              | 29              |
| Середня температура, °C | 27              | 27              | 27              | 27              | 27              | 26              | 26              | 26              | 26              | 27              | 27              | 27              | 27              |
| Середній мінімум, °C    | 24              | 24              | 24              | 25              | 25              | 24              | 23              | 23              | 24              | 25              | 25              | 24              | 24              |
| Норма опадів, мм        | 260             | 240             | 280             | 280             | 270             | 230             | 190             | 170             | 150             | 290             | 490             | 360             | 3340            |
| ----------------------- | --------------- | --------------- | --------------- | --------------- | --------------- | --------------- | --------------- | --------------- | --------------- | --------------- | --------------- | --------------- | --------------- |
| Джерело: Weatherbase    |                 |                 |                 |                 |                 |                 |                 |                 |                 |                 |                 |                 |                 |